# Estac
|  | Aquest article és sobre el poble d'aquest nom. Per a l'antic municipi, vegeu Estac (antic municipi). |

Estac, sovint mal escrit Estach, és un poble del terme municipal de Soriguera, a la comarca del Pallars Sobirà.
Va ser cap del municipi del mateix nom fins al 1972, any en què va ser annexat a Soriguera.
El poble és en el vessant sud-occidental de la Serra de la Solana, a la part de llevant de l'ampla capçalera del Riu d'Escós, a l'esquerra del Barranc del Camp de Gerri. És al nord-est del poble d'Escós.
Entre les construccions del poble d'Estac destaquen l'església parroquial de Sant Marçal

## Etimologia
Segons Joan Coromines, Estac és un derivat postverbal per afèresi del verb estacar (fermar el bestiar).
Altres fonts ens indiquen que prové del mot "estada", ja que en els seus inicis medievals era un lloc de pas, ja que si hostatjaven les tropes que anaven a combatre cap als Pirineus. D'aquí el nom anà evolucionant d'estada a Estac

## Geografia

### El poble d'Estac
El poble, bastant gran, està tot agrupat en un coster, amb les cases bastant juntes i formant principalment tres carrers estrets i irregulars. S'hi pot reconèixer encara el clos que formaven les cases del poble.

#### Les cases del poble[2]
| - Casa Andreva - Casa Bernat - Casa Blasi - Casa Bordaler - Casa Castell | - Casa Coixet - Casa Dretxo - Casa Escolà - Casa Felip - Casa Fiter | - Casa Frare - Casa Gràcia - Casa Gustí - Casa Junguillem - Casa Maria | - Casa Miquel - Casa Moliner - Casa Móra - Casa Músic - Casa Pau | - Casa Pepa - Casa Peranera - Casa Quelo - Casa Ramon - La Rectoria - Casa Serrador |

## Història

### Edat mitjana
L'alou d'Estac (Estago) consta documentat des de la segona meitat del segle xi, quan estava en mans del comte Ramon VI de Pallars Jussà.

### Edat moderna
El 1553 Stach enregistrava 16 focs civils i 2 d'eclesiàstics (uns 90 habitants).

### Edat contemporània
Pascual Madoz dedica un article breu del seu Diccionario geográfico... a Estac (Estach). S'hi diu que és una localitat amb ajuntament en una alçada dessota d'una muntanya encara més elevada. La combaten els vents del nord i del sud. El clima hi és bastant fred, s'hi pateixen inflamacions i apoplexies. Tenia en aquell moment 20 cases i una font de bona aigua. L'església parroquial de Sant Marçal està proveïda per un rector ordinari (diocesà) i un beneficiat de sang (descendent del poble o de la parròquia); té com a annexes les d'Escós i Mencui. Els nens d'aquest poble van a l'escola d'Estac. Les terres són muntanyoses i pedregoses, en general de qualitat inferior. S'hi collia blat, sègol, patates, llegums i nous en abundància. S'hi criaven cabres, ovelles i bestiar vacum. Hi havia caça de perdius, abundants conills i aus de pas. Comptava amb 31 veïns (caps de casa) i 186 ànimes (habitants).
ACTUALITAT 
Actualment hi viuen tot l'any a Casa Bernat, Casa Ramón, Casa Conillé, Casa Massa, que fa de casa rural, Casa Fité, casa Sisquet, i Rectoria, total habitants 19, els caps de setmana i estiu, podem arribar a unes 110 persones. La nostra Festa Major actualment és pel 15 d'Agost uns dies abans ja estem de festa i entre d'altres moltes coses fem xocolatades i concurs de botifarra(un joc de cartes molt típic) la vigília del quinze d'Agost, lloguem un músic, i fem un sopar de Festa Major .L'endemà, festa grossa, hi ha la missa solemne de Festa Major, i abans es poden sentir repicar les nostres magnífiques campanes que estan catalogades pel seu interés i antigor i després dinar per tothom. L'onze de Juny hem recuperat la Festa de Sant Romà, anem a la Capella i després dinem tots junts a l'escola del poble que hem reformat i ara serveix de local social.
L'ermita l'hem reformada i acabada l'any 2011, ja que varen cremar-la durant la guerra cívil (1936-39). Actualment estem refent la capella de sant Sebastià, també cremada igual que sant Romà.

## Demografia[5]
| 1857 | 1888 | 1900 | 1910 | 1920 | 1930 | 1940 | 1950 | 1960 | 1970 | 1981 | 1991 | 2000 | 2002 | 2004 | 2006 | 2008 | 2010 | 2011 |
| ---- | ---- | ---- | ---- | ---- | ---- | ---- | ---- | ---- | ---- | ---- | ---- | ---- | ---- | ---- | ---- | ---- | ---- | ---- |
| 263  | 179  | 133  | 110  | 167  | 122  | 123  | 106  | 102  | 27   | 14   | 12   | 11   | 21   | 19   | 19   | 21   | 21   | 23   |

## Dita popular
Estic a Estac, estic llogat a Casa Castell d'Estac.
per altres versions:
```
-Estic a Estac estic estacat a casa Castell d'Estac.
-Estic a Estac, a Estac estic, estic estacat a Casa Castell d' Estac
```

Aquesta dita va ser inventada fa molts anys pel vell de Casa Castell que tenia una mola (molí). Aquesta mola feia un soroll (stric-strac-stric-strac...) i sobre aquest ritme va fer la dita. La dita es va encomanar i els mossos que estaven llogats en aquesta casa i treballaven a la mola van començar a dir-la fins que es va fer famosa a tot el poble. Tant és així que per l'anunci de La Vanguardia en català, el jugador de la Pobla, Carles Puyol va sortir dient-la.